# Hassia (Landmaschinenhersteller)

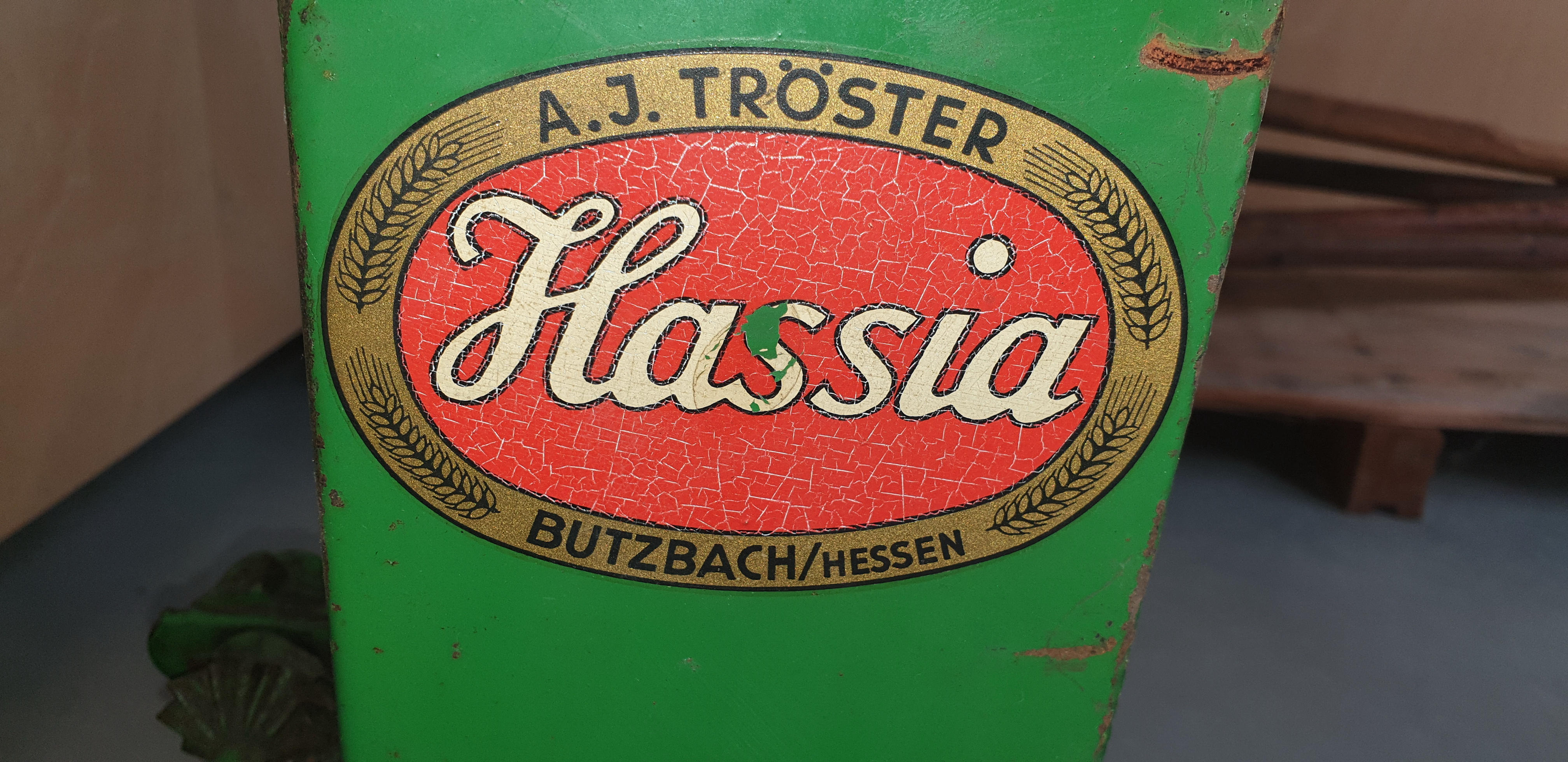
Hassia-Logo auf einer alten Gartenbau-Sämaschine

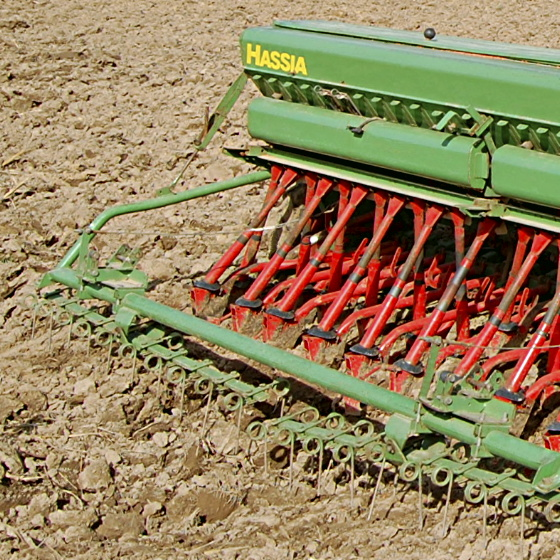
Hassia-Drillmaschine (Baujahr 1989)

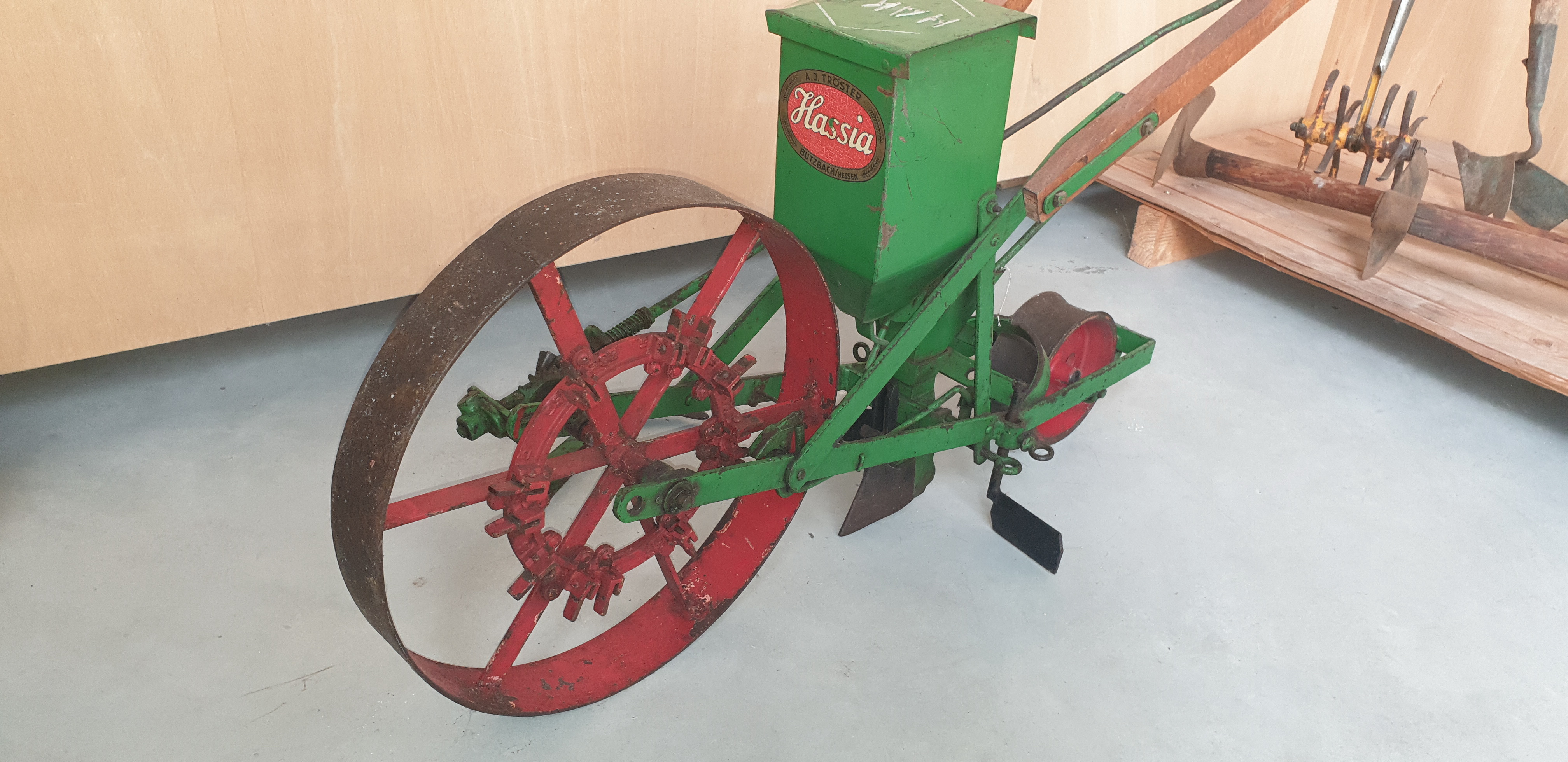
Einzelkornsämaschine für den Gartenbau, Detail eines Ausstellungsstücks im Museum der Gartenkultur

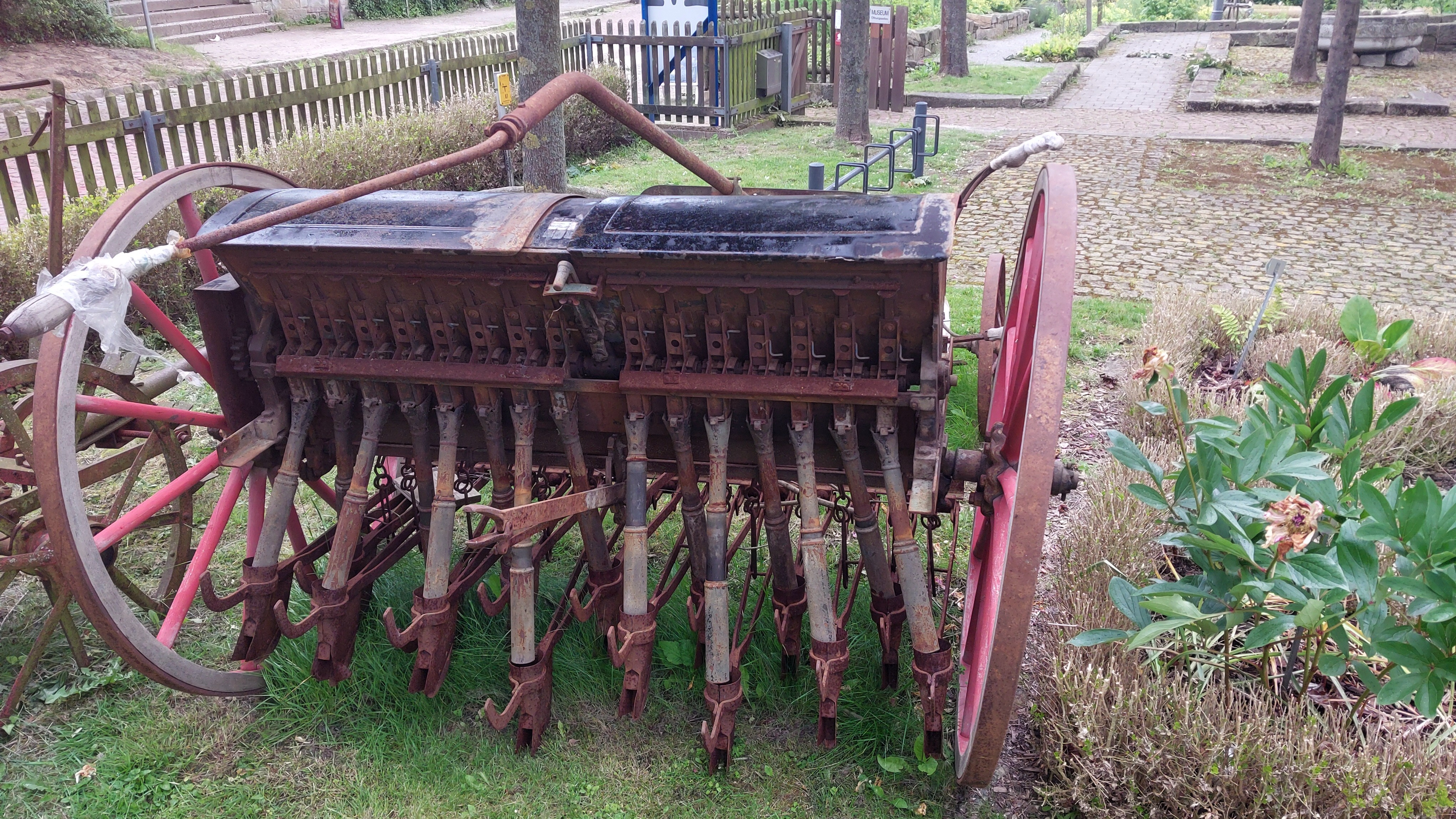
Hassia Drillmaschine, Typ unbekannt, Regionalmuseum Kaufungen

Die Hassia Maschinenfabrik GmbH war ein deutsches Landtechnik-Unternehmen, das sich mit der Fertigung von Saat- und Kartoffelfeldtechnik beschäftigte. Das Unternehmen hatte seinen Sitz im hessischen Butzbach.

## Geschichte
Gegründet wurde das Unternehmen 1880 von Andreas Jakob Tröster im Ort Griedel (heute ein Stadtteil von Butzbach). Zunächst wurden Göpel und Feldmühlen hergestellt. 1891 siedelte der Betrieb ins nahe Butzbach um. Ein erstes Patent wurde 1898 erteilt. Um 1900 begann man mit dem Import von Landtechnik, u. a. aus den USA. 1905 gründete man eine eigene Eisengießerei und begann 1906 mit der Produktion von Hackmaschinen. Später kamen Drillmaschinen hinzu, von denen bis 1942 100.000 gefertigt werden konnten. Nach dem Zweiten Weltkrieg spezialisierte sich Hassia weiter auf Sämaschinen und bekam zahlreiche Patente erteilt.
1951 kam die Trennung der Hassia-Fertigung von der Tröster KG, die den Vertrieb übernahm.
1958 wurde der erste Hassia-Kartoffelvollernter vorgestellt.
1971 kamen als letzte Ergänzung der Produktionspalette Einzelkornsämaschinen hinzu. Insgesamt wurden die Sämaschinen von Hassia in 70 Länder exportiert. 1980 beschäftigte das Unternehmen ca. 600 Mitarbeiter und es konnte die 375.000ste Landmaschine verkauft werden.
Schließlich musste Hassia 1991 Konkurs anmelden. Der Fertigungsbetrieb wurde von der dänischen Cormall übernommen. 1995 ging auch Cormall in die Insolvenz, heute zu Kongskilde Industries. Ein Teil (mit der Sämaschinensparte) ging an Lemken und die Kartoffellegeautomaten wurden von Netagco, heute AVR, übernommen.